# Moronvilliers
Moronvilliers est une ancienne commune française de la Marne supprimée en 1942. Symboliquement, son nom a été accolé à celui de la commune voisine de Pontfaverger (située à environ 4 km au nord de l'ancien village) pour former Pontfaverger-Moronvilliers. Moronvilliers est situé à une vingtaine de kilomètres de Reims. Il a donné son nom à un massif de sept plateaux constituant les Monts de Champagne.
Moronvilliers a abrité, de 1957 à 2012, un centre de recherche du Commissariat à l'énergie atomique (CEA) rattaché à la Direction des Applications Militaires (DAM) de l'Île-de-France. Une zone interdite à la circulation aérienne (LF-P 30) a été instaurée autour du centre le 23 février 2010. Celle-ci a été abrogée le 16 mars 2018.

## Toponymie
Le nom de la localité est attesté sous les formes Muronis Villare (1066) ; Moironviller (1200) ; Moirunviller (1221) ; Muyronviler (1231) ; Moronviller (1240) ; Morenviler (vers 1252) ; Muironviler (1254) ; Mouyronvillare (1303-1312) ; Moironvillers (1367) ; Moinronviller, Mouronviller, Mourronviller (1376) ; Morronvillers (1381) ; Mouironviller (1384) ; Mouronvillers (1573) ; Moronvilliers (1629) ; Moronvillers (1630) ; Mouronvillier (1655) ; Moronvilliers (1720).

## Histoire
Monsieur Gallois y était maire en 1879.
Le village a été détruit lors de la Première Guerre mondiale. 
Du 17 au 23 septembre 1914, la 42e division d'infanterie française livre d'importants combats dans la commune puis se replie au Nord de Mailly-le-Camp puis au fort de la Pompelle.
Du 17 avril au 20 mai 1917, dans le cadre de la bataille des monts de Champagne, se déroule la « bataille de Moronvilliers ».

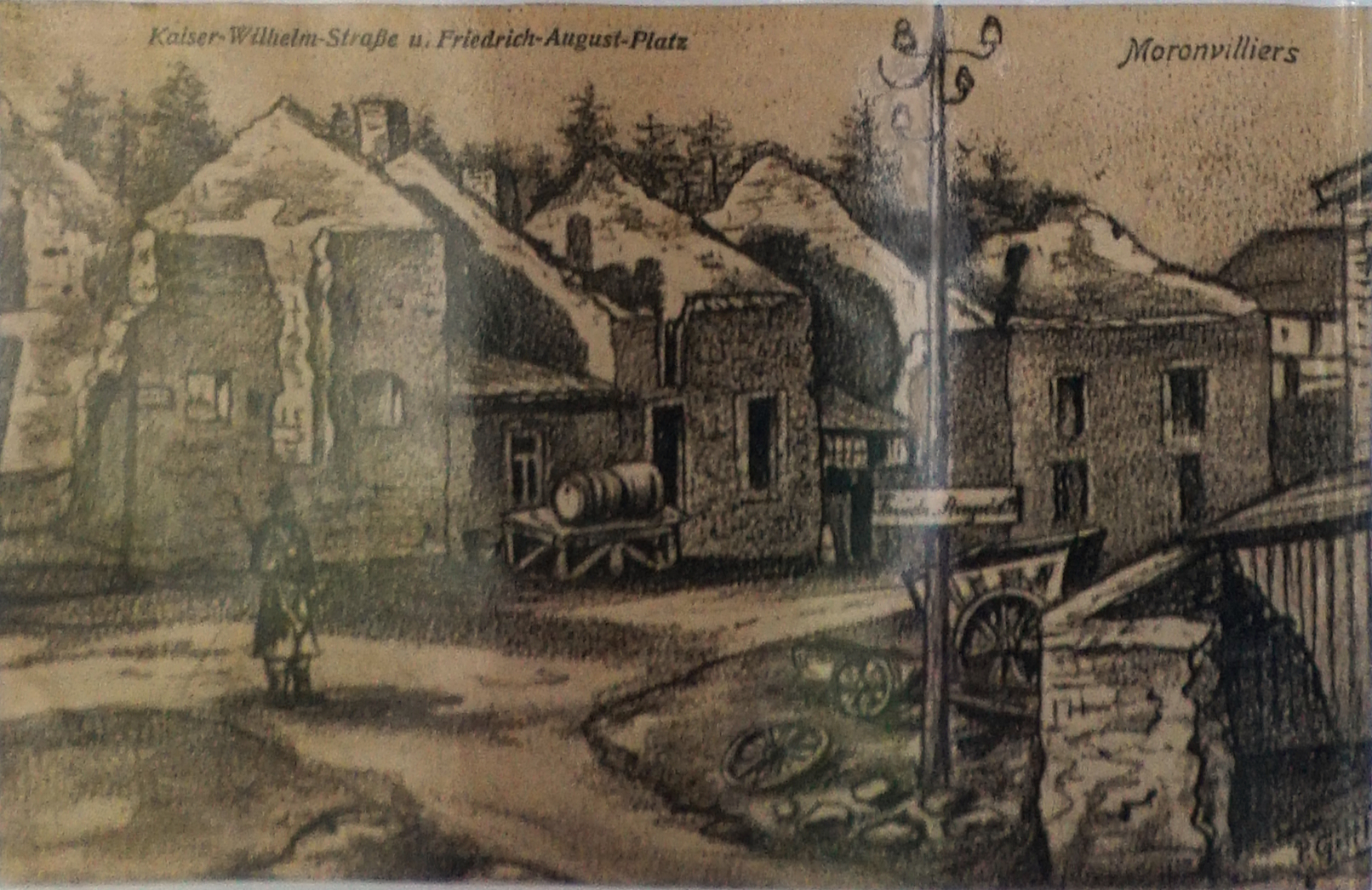
Occupée par les Allemands
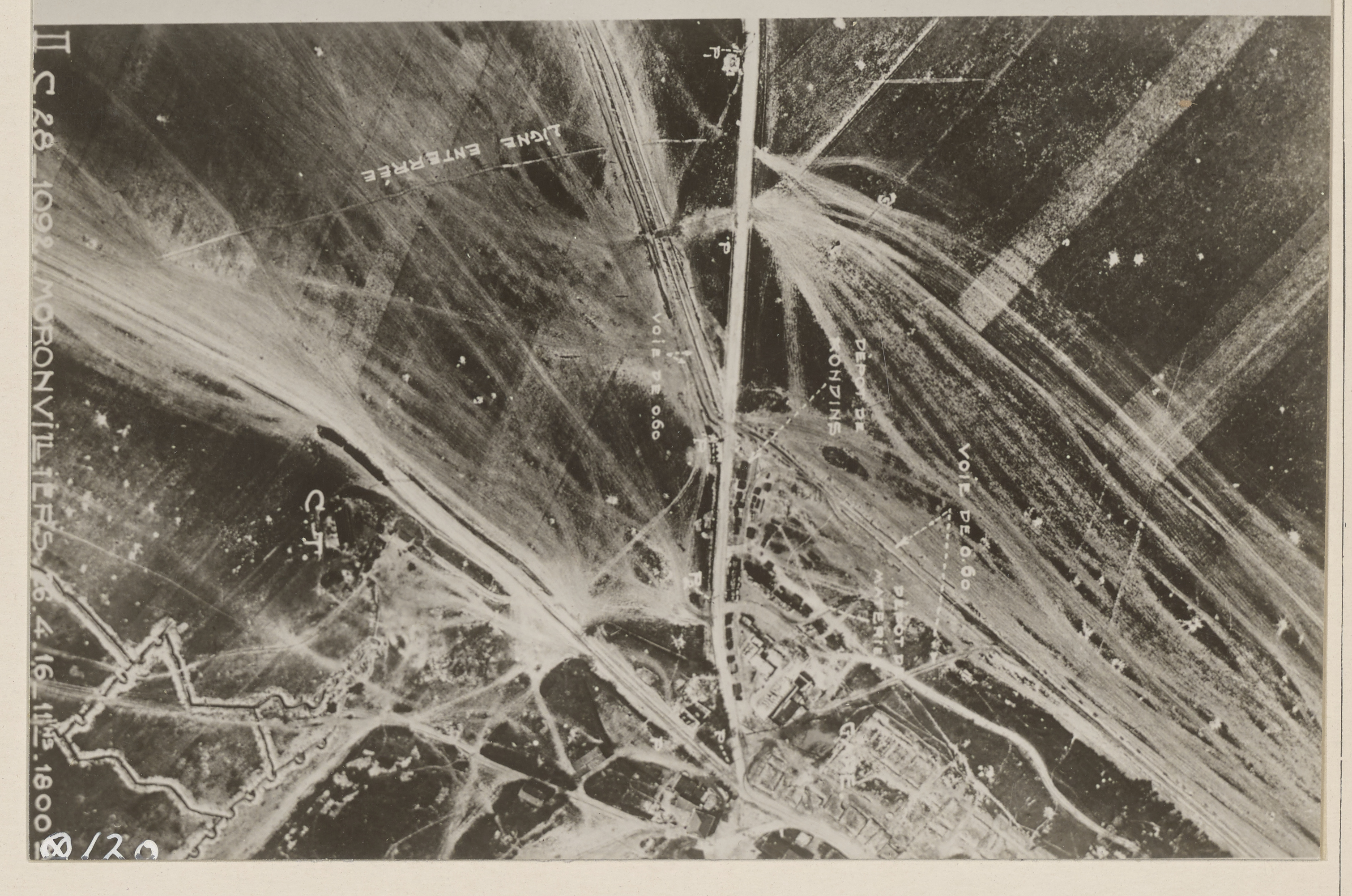
Vers 1917, le village, les routes et la voie de chemin de fer, N.A.R.A.
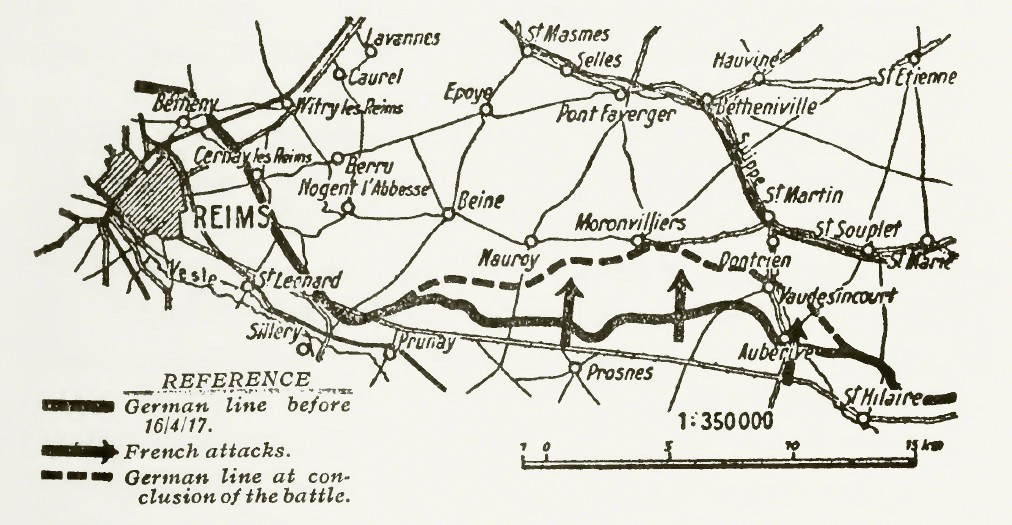
Le village sur une carte publiée en 1917.
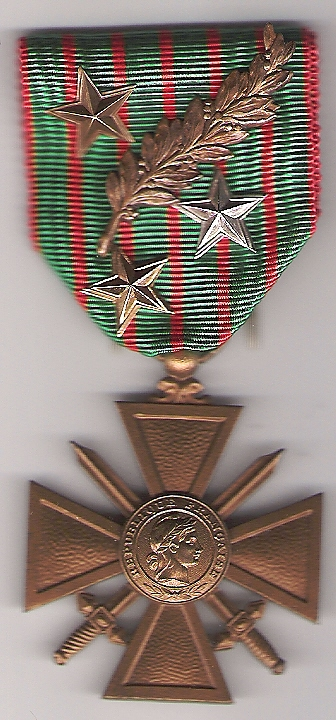
Le village est décoré de la Croix de guerre 1914-1918

Si la commune de Moronvilliers a officiellement été supprimée en juin 1942, son territoire est scindé entre les communes limitrophes de Pontfaverger, Saint-Martin-l'Heureux et Saint-Hilaire-le-Petit, en juin 1950.

## Personnalités liées à la commune
- Catherine Hessling, née à Moronvilliers le 22 juin 1900, modèle de Pierre-Auguste Renoir, et épouse de Jean Renoir[10].

## Démographie
| 1800 | 1806 | 1821 | 1831 | 1836 | 1841 | 1846 | 1851 | 1856 |
| ---- | ---- | ---- | ---- | ---- | ---- | ---- | ---- | ---- |
| 46   | 60   | 55   | 98   | 94   | 95   | 96   | 105  | 124  |

| 1861 | 1866 | 1872 | 1876 | 1881 | 1886 | 1891 | 1896 | 1901 |
| ---- | ---- | ---- | ---- | ---- | ---- | ---- | ---- | ---- |
| 136  | 125  | 111  | 107  | 115  | 103  | 84   | 79   | 83   |

| 1906 | 1911 | 1921 | 1926 | 1931 | 1936 | 1946 | - | - |
| ---- | ---- | ---- | ---- | ---- | ---- | ---- | - | - |
| 85   | 86   | 58   | 0    | 0    | 0    | 0    | - | - |

## Site militaire du CEA
Le Polygone d'Expérimentation de Moronvilliers est un site d'expérimentation d'armes nucléaires et d'éléments radioactifs, dépendant de la Direction des applications militaires du Commissariat à l'énergie atomique (CEA), situé en France sur les communes de Pontfaverger-Moronvilliers, Saint-Martin-l'Heureux et Prosnes, dans le département de la Marne.

### Histoire
Le site d'expérimentation, créé en juin 1957, sous la direction du colonel Buchalet, fut implanté dans l'ancien camp militaire de Moronvilliers. Rattaché au Centre d'études nucléaires du Fort de Vaujours, il est conçu pour réaliser des tirs en dehors de l'environnement urbain du centre de Vaujours.
À partir de 1958 ont lieu les expérimentations de détonique, dans un premier temps en plein air. Le centre effectue environ une centaine de tirs par an à l’air libre jusqu’en 2004.
La machine GREC (Générateur de radiographie éclair) a fonctionné de 1976 à 1999 pour radiographier les explosions.
Cinq autres installations similaires de plus en plus grandes seront construites a proximité jusqu’a AIRIX.
En 1990 se sont produits plus de 100 expérimentations en cuve.
Certains essais sous-critiques, appelés "tirs froids" car la quantité de matière fissile n'est pas suffisante pour amorcer la réaction en chaîne, mettent en jeu des matières nucléaires, notamment de l'uranium appauvri. En 1997, 103 m3 de déchets contaminés à l'uranium appauvri sont stockés, en attente de transfert, sur le site du CEA de Pontfaverger-Moronvilliers
En juillet 2009, le CEA annonce officiellement sa décision de fermer le site de Moronvilliers à l'horizon 2016.
Le déménagement des appareils et notamment de la machine AIRIX se ferait à partir de 2012-2013 sur un autre site du CEA dans la région de Dijon. La machine de radiographie X Airix (à la suite de RX1, RX2 ET RX3) y a été construite en 2000 et est alors un des points essentiels du programme de simulation nucléaire de la défense nationale française. Elle a été démontée puis remontée au CEA de Valduc et fait maintenant partie de l’installation EPURE avec l’adjonction de deux autres axes radiographiques en commun avec la Grande Bretagne.
Les salariés du site sont reclassés au sein du Commissariat à l'énergie atomique. Cette décision soulève bien entendu des inquiétudes chez certains élus qui voient là le départ d'un centre qui faisait travailler de nombreuses entreprises sous-traitantes de la région de Pontfaverger et Beine-Nauroy. Cependant, d'autres voix se font entendre qui font aussi remarquer que ni l'armée, ni le CEA n'avaient payé la moindre taxe professionnelle au cours des dizaines d'années d'occupation du camp. D'autre part, les retombées négatives que l'implantation de ce centre a eu sur la région, en termes d'image, de publicité, de mystères, de fantasmes et de réels problèmes de santé publique, ne sont pas à négliger non plus dans le bilan qui devra être dressé un jour ou l'autre[non neutre]. Sur ce point, des associations de protection de l'environnement et de surveillance des essais nucléaires français se réjouissent plutôt qu'une page se tourne avec la fermeture du CEA de Moronvilliers et la fin des tirs. Ces associations s'inquiètent[réf. nécessaire]maintenant de l'état dans lequel sera "rendu" le site des Monts de Champagne après le déménagement, même si le CEA affirme qu'il sera dépollué[réf. nécessaire]. Si l’on se réfère aux anciens sites, en Algérie, en Polynésie ou au Fort de Vaujours, ils ne sont toujours pas rendus à la population civile car jugés trop pollués.
En mars  2013 ont lieu les dernières expérimentations, puis le site est abandonné par l'Armée en 2014, mais toujours sous surveillance.
Le 1er avril 2016, une réunion eût lieu pour évaluer les impacts du site CEA-DAM de Moronvilliers.
Depuis lors, le CEA organise le démantèlement des structures et terrains contaminés, des 486,4 m2 de déchets radioactifs pendant au moins quinze années "dans un contexte de filière de démantèlement saturée.

### Conséquences sur l'environnement
Les produits utilisés sont parfois de l’uranium, du béryllium, lanthane, cuivre, deutérium, tritium, mais aussi acier, aluminium, verre, bois. À la suite de problèmes de dispersion de produits hautement radioactifs, cancérigènes et très toxiques, les tirs d'Airix sont confinés dans une enceinte métallique blindée et fermée, afin de retenir les projections et les poussières[réf. nécessaire]. Après que l'association ADEPR a dénoncé les risques sanitaires pour les salariés et la population, les morceaux ont été ramassés et emballés selon les règles des déchets industriels, l'enceinte de confinement est nettoyée et les eaux de lavage sont maintenant traitées. C'est à partir de deux réunions importantes 2007 et 2009 qui a mobilisé les élus, la population et les médias que le CEA a mis en place ces recommandations.
En février 2016, des documents et des images inédites prouvent que le site du CEA de Moronvilliers est contaminé à l'uranium. L’uranium aurait été utilisé lors de tests de détoniques dans les années 1960.

### Médias
Le centre de recherche du CEA, nommé Le Polygone, et ses conséquences sur le village, font l'objet d'un documentaire de 52 minutes « Le Polygone, un secret d'État », présenté en avant première au village de Moronvilliers le 18 septembre 2024 puis diffusé sur "France-3 Champagne Ardenne" le 17 octobre,.